# Semarang
Semarang – miasto w Indonezji na północnym wybrzeżu Jawy u ujścia rzeki Semarang do Morza Jawajskiego; współrzędne geograficzne 6°58′S 110°25′E/-6,966667 110,416667.
Ośrodek administracyjny prowincji Jawa Środkowa; powierzchnia 373,7 km²; 1,66 mln mieszkańców (2022). Siedziba rzymskokatolickiej archidiecezji Semarang.
Przemysł włókienniczy, spożywczy, stoczniowy, elektrotechniczny, rzemiosło artystyczne. Ważny węzeł komunikacyjny; port lotniczy Achmad Yani; port morski Tanjung Emas, wywóz kopry, cukru, kawy, kauczuku, tytoniu. Siedziba kilku uniwersytetów.

## Historia
Co najmniej od IX w. istniało tu miasto Bergota słynące ze zdolnych cieśli okrętowych. W 1406 r. dotarł tu słynny chiński żeglarz Zheng He. w 1678 r. kontrolę nad miastem przejęła Holenderska Kompania Wschodnioindyjska. Od 1945 r. należy do Indonezji.

## Miasta partnerskie
- Brisbane, Australia